# Lecanoderus vernayi
Lecanoderus vernayi är en skalbaggsart som beskrevs av Van Son 1936. Lecanoderus vernayi ingår i släktet Lecanoderus och familjen Cetoniidae. Inga underarter finns listade i Catalogue of Life.